# راوی غیرقابل اعتماد
راوی غیرقابل اعتماد یا ناموثق، راوی‌ای در اثر ادبی یا تئاتر یا سینما است که سخنش فاقد اعتبار است. این اصطلاح اولین بار توسط وین سی بوث ابداع شد. در حالی که راوی غیرقابل اعتماد بر اساس تعریف مرسوم، راوی اول شخص است بعضی استدلال می‌کنند که راوی غیرقابل اعتماد مخصوصاً در سینما و تلویزیون می‌تواند علاوه بر اول شخص، دوم شخص یا سوم شخص نیز باشد.
گاهی غیرقابل اعتماد بودن راوی بلافاصله از شروع داستان آشکار می‌شود. به عنوان مثال ممکن است در شروع داستان راوی ادعای نادرست یا موهومی‌ کند، یا اینکه اذعان به داشتن بیماری روانی کند یا ممکن است داستان یک قاب داشته باشد که در آن راوی به صورت یک کاراکتر ظاهر می‌شود و سرنخ‌هایی از غیرقابل اعتماد بودن او نشان داده می‌شود. در کاربرد دراماتیک‌تر این تکنیک، غیرقابل اعتماد بودن راوی در اواخر داستان فاش می‌شود. این پیچش داستانی موجب آن می‌شود تا خواننده در زاویهٔ دید خود و تجربهٔ حاصل از داستان تجدید نظر کند. در بعضی از موارد غیرقابل اعتماد بودن راوی به‌طور کامل افشا نمی‌شود ولی به آن اشاره می‌شود و بدین ترتیب اینکه چقدر می‌توان به راوی اعتماد کرد و اینکه داستان چگونه باید تفسیر شود به عهدهٔ خوانندهٔ داستان گذاشته می‌شود.

## بررسی اجمالی

### دسته‌بندی
تلاش‌هایی در جهت دسته‌بندی روای‌های غیرقابل اعتماد شده‌است. ویلیام ریگان در تحقیق خود در این باره انواع مختلف راوی‌های غیرقابل اعتماد را تشریح کرد (این تحقیق با تمرکز روی روای اول شخص بود چرا که رایج‌ترین این نوع روایت، روایت اول شخص است). لیست زیر برگرفته از یافته‌های اوست:
- راوی خودستا: اغراق و لاف زدن از مشخصات این‌گونه راوی است. به عنوان مثال شخصیت سرباز در کتاب مایلز گلوریوسوس پلوتس
- راوی دیوانه: راوی‌ای که یا در حال تجربهٔ یک مکانیسم دفاعی روانی است مانند گسستگی پس از ضایعهٔ روانی یا از خود بیگانگی است، یا دچار بیماری روانی شدید مانند اسکیزوفرنی یا پارانویا است. به عنوان مثال می‌توان به راوی‌های از خود بیگانهٔ داستان‌های فرانتس کافکا یا راوی‌های بدبین و «خشن» داستان‌های ژانر نوآر، که به طرز غیرقابل اطمینانی احساسات خود را بیان می‌کنند، اشاره کرد.
- راوی دلقک: راوی‌ای که روایت را جدی نمی‌گیرد و آگاهانه قواعد، حقایق و انتظارات خواننده را به بازی می‌گیرد. به عنوان مثال می‌توان به رمان تریسترام شندی اشاره کرد.
- راوی ساده لوح: راوی‌ای که ادارک و برداشتش از وقایع کودکانه یا محدود است. به عنوان مثال هاکلبری فین، هولدن کالفیلد و فارست گامپ از این گونه راوی‌ها هستند.
- راوی دروغگو: یک راوی بالغ با قوّهٔ ادراک بی‌عیب که تعمّداً تصویر نادرستی از خود ارائه می‌دهد تا اعمال نامناسب و ناشایسته و ننگ‌آوری که در گذشته مرتکب شده را مخفی کند. به عنوان مثال جان دوول در کتاب سرباز خوب اثر فورد مادوکس فورد.

مسلماً این دسته‌بندی کامل نیست و نمی‌تواند تمام طیف روایت غیرقابل اعتماد را یا حتی قسمت مربوط به راوی اول شخص را پوشش دهد. همچنین این موضوع که چگونه یک راوی غیر اول شخص را می‌توان راوی غیرقابل اعتماد در نظر گرفت جای بحث دارد، گرچه محدودیت تعمدی در اطلاعاتی که به مخاطب داده می‌شود می‌تواند نمونه‌هایی از روایت غیرقابل اعتماد را ارائه دهد ولو اینکه این روایت، روایت یک راوی غیرقابل اعتماد نباشد.
راوی‌ها به یک اندازه موثق یا ناموثق نیستند. بهتر است به تبعیت از دوریت کُن، ما نیز بین دو نوع راوی ناموثق تمایز قائل شویم: اول آن‌هایی که در بازگویی حقایق قابل اعتماد نیستند و دوم راوی‌هایی که حقایق را درست بازگو می‌کنند اما نظرات‌شان موثق نیست. دوریت کُن نام راوی‌های دوم را ــ که رایج‌ترین نوع راوی ناموثق هستند ــ راوی ناهمساز می‌گذارد.

### نشانه‌های روایت غیرقابل اعتماد
فارغ از اینکه چه تعریفی از غیرقابل اعتماد بودن در ذهن داشته باشیم، نشانه‌هایی وجود دارند که باعث غیرقابل اعتماد بودن راوی می‌شوند یا به آن اشاره می‌کنند. نونینگ پیشنهاد می‌کند که بهتر است این نشانه‌ها را به سه دستهٔ کلی تقسیم کرد.
- نشانه‌های درون‌متنی برای مثال وجود تناقض در کلام راوی، اختلال در حافظه و فراموشی روای، یا دروغ گفتن او به شخصیت‌های دیگر داستان.
- نشانه‌های برون متنی برای مثال انکار کردن اطلاعات عمومی خواننده یا اتفاقاتی که از لحاظ منطقی ناممکن هستند.

## مثال‌های شایان ذکر

### رویدادهای تاریخی
یکی از اولین موارد استفاده از روایت غیرقابل اعتماد در ادبیات در نمایشنامهٔ غوکان اثر آریستوفان است. پس از اینکه دیونیسوس (ایزد یونانی) مدعی غرق کردن ۱۲ یا ۱۳ کشتی دشمن به کمک سلستین می‌شود. بردهٔ او زانتیاس به تمسخر می‌گوید: «پس از آن من از خواب پریدم». مثال آشنا تر، نمایشنامه کمدی پلوتوس با نام مایلز گلوریوسوس است که سربازی را به تصویر می‌کشد که دستاوردهای خود را به رخ دیگران می‌کشد در حالی که برده‌اش آرتگروس، از طریق کنارگویی، ادعا می‌کند که داستان‌هایی که اربابش تعریف می‌کند غیرواقعی هستند و آرتگروس مجبور است آن‌ها را تأیید کند تا از نان خوردن نیفتد این شیوهٔ (تکنیک) ادبی یعنی «راوی غیرقابل اعتماد» در بسیاری از حکایات هزار و یک شب، که به شب‌های عربی نیز معروف است، استفاده شده‌است. در یکی از حکایات آن، با نام «هفت وزیر»، یک روسپی، پسر یک پادشاه را به تعرض به خود متهم می‌کند، حال آنکه که حقیقت ماجرا این است که تلاش آن روسپی برای اغوا کردن او نافرجام مانده‌است (ملهم از داستان قرآنی یوسف و زلیخا) هفت وزیر برای نجات جان شاهزاده تلاش می‌کنند و در این راستا هر یک داستانی برای اثبات نامعتبر بودن داستان روسپی بیان می‌کنند و روسپی برای اثبات نامعتبر بودن داستان وزرا، پاسخ هر یک را با داستانی می‌دهد. از تکنیک راوی غیرقابل اعتماد برای ایجاد تعلیق در حکایت دیگری از هزار و یک شب به نام «سه سیب» ، که یک داستان قتل می‌باشد، استفاده شده‌است. در قسمتی از داستان دو مرد ادعا می‌کنند که قاتل هستند و مشخص می‌شود که یکی از آن‌ها دروغ می‌گوید در قسمت دیگری از داستان دلیل قتل به صورت فلاش بک بیان می‌شود، و مشخص می‌شود که یک راوی غیرقابل اعتماد مرد را متقاعد کرده‌است که زنش به او خیانت کرده و این موجب قتل زن شده‌است. نمونهٔ دیگری از روایت غیرقابل اعتماد حکایات کانتری بری اثر جفری چاسر است. برای مثال در حکایت تاجر راوی که زندگی زناشویی ناگواری دارد، غرض‌ورزی و کینه‌اش باعث می‌شود تا مقدار زیادی از حکایتش را تحریف کند و رعایت بی‌طرفی را نکند.

### رمان
یک نمونهٔ بحث‌برانگیز از راوی غیرقابل اعتماد را می‌توان در کتاب قتل راجر آکروید اثر آگاتا کریستی یافت. در این داستان راوی یک سری حقایق اصلی و اساسی در متن پنهان می‌کند (از طریق طفره رفتن از بیان حقیقت یا حذف حقیقت و فروگذاری در بیان حقیقت یا بیان پرابهام حقیقت) بدون اینکه راوی در روایت خود به‌طور آشکار دروغی گفته باشد. با این حال در آن زمان بسیاری از خوانندگان آن رمان احساس می‌کردند که پیچش داستانی در اوج داستان غیرمنصفانه و نادرست است. آگاتا کریستی دوباره از این ترفند در سال ۱۹۶۷ در رمان شب بی‌پایان استفاده کرد. همین تکنیک را پیش از این نویسندهٔ نروژی رمان‌های جنایی، به نام اسون الوستاد، در سال ۱۹۰۹ در کتابش به نام واگن آهنی استفاده کرده‌است.
از این دست راوی‌های غیرقابل اعتماد را می‌توان در رمان‌های کارآگاهی یا دلهره‌آور یافت. در این رمان‌ها حتی یک راوی اول شخص نیز ممکن است اطلاعاتی حیاتی را مخفی کند یا تعمداً خواننده را گمراه کند تا بدین ترتیب بتواند پایان غافلگیرکنندهٔ داستان را مخفی نگه دارد. در بعضی از موارد راوی خودش را در حال انجام کارهایی مشکوک یا شرم‌آور توصیف می‌کند ولی در پایان داستان فاش می‌کند که اعمال مذکور که مرتکب آن‌ها شده آنگونه که به نظر می‌رسد نبوده‌اند. بسیاری از رمان‌ها توسط بچه‌ها روایت می‌شوند که ممکن است بی‌تجربگی و خامی آن‌ها روی قضاوت آن‌ها تأثیر گذاشته و روایت آن‌ها را غیرقابل اعتماد کند. در ماجراهای هاکلبری فین(۱۸۸۴)، معصومیت هاکلبری فین موجب می‌شود تا قضاوت‌های او در مورد شخصیت‌های رمان بیش از حد دلسوزانه باشد.
دو رمان از مشهورترین رمان‌های کن کیسی توسط راوی‌های غیرقابل اعتماد روایت می‌شوند. چیف برآمدن در کتاب پرواز بر فراز آشیانهٔ فاخته دچار بیماری اسکیزوفرنی است و روایت او از وقایع معمولاً همراه با توهماتی مانند کوچک یا بزرگ شدن افراد، ریختن لجن از دیوارها، یا ربوده شدن و درمان بابانوئل توسط مستخدمین آسایشگاه روانی است.

### سینما
یکی از نمونه‌های اولیهٔ راوی غیرقابل اعتماد در سینما، فیلم اکسپرسیونیستی آلمانی به نام غرفهٔ دکتر کالیگری است که به سال ۱۹۲۰ ساخته شده‌است. در قسمت پایانی این فیلم مشخص می‌شود که فرانسیس که ما از دید او واقعه را می‌بینیم، یک بیمار روانی در یک آسایشگاه روانی است و فلاش‌بکهایی که بیشتر فیلم را تشکیل می‌دهند به وضوح توهمات اوست.
فیلم نوآر میانبر ساختهٔ ۱۹۴۵ از دیدگاه قهرمان غیرقابل اعتماد داستان روایت می‌شود؛ که احتمالاً سعی در توجیه اعمال خود دارد.
در فیلم تسخیر شده(۱۹۴۷) جوآن کرافورد نقش زنی را بازی می‌کند که به آسایشگاه روانی برده شده. او به تدریج به دکترهایش توضیح می‌دهد که چگونه به آنجا آمده. داستان چگونگی آمدن او به تیمارستان از طریق فلاش‌بک برای بینندگان روایت می‌شود که بعدتر مشخص می‌شود که بعضی از آن فلاش بک‌ها زائیدهٔ توهمات بیمار او است یا آن فلاش بک‌ها تحت تأثیر بیماری پارانویا که بیمار به آن دچار است، تحریف شده‌اند.
در فیلم راشامون (۱۹۵۰)، فیلمی جنایی به کارگردانی آکیرا کوروساوا، که اقتباسی از داستان در بیشه است. از چندین راوی به منظور روایت داستان چگونگی مرگ یک سامورایی استفاده می‌شود. هر راویِ شاهد ماجرا، همان داستان مرگ سامورایی را از دید خود تعریف می‌کند. روایت‌های مختلف مربوط به مرگ سامورایی در جزئیات بسیار با هم متفاوت هستند؛ و راوی‌های داستان ادعاهای متفاوتی دربارهٔ چگونگی مرگ سامورایی می‌کنند مثلاً اینکه سامورایی به قتل رسیده یا اینکه خودکشی کرده یا اینکه تصادفی مرده است. فیلم روایتی را به عنوان روایت موثق و معتبر از میان روایات مختلف انتخاب نمی‌کند در نتیجه تمامی روایات به یک اندازه محتمل و معتبر باقی می‌مانند.
در فیلم فارست گامپ (۱۹۹۴) کاراکتر اصلی داستان زندگی خود را روایت می‌کند و در روند روایت این داستان ساده لوحانه و به اشتباه شرکت کامپیوتری اپل را به عنوان یک شرکت میوه و تره‌بار به بیننده‌ها معرفی می‌کند. او همچنین بیان می‌کند که پدر جنی خیلی با جنی و خواهرهایش مهربان است چون «پدر جنی همیشه جنی و خواهراش رو بوس می‌کنه و بدنشون رو لمس می‌کنه»
فیلم مظنونین همیشگی ساخته ۱۹۹۵ نشان می‌دهد که راوی با روایت خود در حال فریب دادن یک شخصیت دیگر در داستان (و همچنین مخاطب) از طریق ابداع شخصیت‌ها و داستان‌هایی که هیچ پایه‌ای در حقیقت ندارند بوده‌است. شخصیت راوی به صورت یک مجرم ضعیف و حقیر و ساکت به تصویر کشیده می‌شود. اما بعدها مشخص می‌شود که خود او مجرم افسانه‌ای یعنی کایزر شوزه بوده‌است.
در فیلم باشگاه مبارزه (۱۹۹۹) آشکار می‌شود که راوی از یک بیماری روانی به نام اختلال تجزیه هویت رنج می‌برد و اینکه بعضی از وقایع روایت شده ساختگی بوده و فقط یکی از دو قهرمان داستان در حقیقت وجود خارجی داشته‌است در حالی که دیگری ساخته و پرداختهٔ ذهن راوی (قهرمان داستان که وجود خارجی دارد) است.
در فیلم ذهن زیبا(۲۰۰۱) در پایان فیلم آشکار می‌شود که راوی از پارانویا و اسکیزوفرنیا رنج می‌برد، و بسیاری از وقایعی که او شاهدش بوده در حقیقت ساخته و پرداختهٔ ذهنش بوده.
در فیلم قهرمان(۲۰۰۲) قهرمان داستان (پروتوگانیست) به عنوان یک راوی غیرقابل اعتماد در نظر ضدقهرمان(آنتوگونیست) داستان شناخته می‌شود. در نتیجه قهرمان داستان ورژن خود را از یک داستان دروغین بیان می‌کند. در آخرین قسمت فیلم قهرمان فیلم داستان واقعی را تعریف می‌کند که این داستان دلیل حضور او در آن موقعیت را آشکار می‌کند.

### تلویزیون
در سریال «چگونه با مادرتان آشنا شدم» که در آن از تکنیک فریم استفاده شده‌است به این صورت که تد موزبی برای پسر و دخترش چگونگی آشنایی با مادرشان را تعریف می‌کند نیز روایت غیرقابل اعتماد است. کریگ توماس سازندهٔ سریال در مصاحبه‌ای که در سال ۲۰۰۸ انجام داد به این موضوع که روای سریال یعنی تد غیرقابل اعتماد است اذعان کرده‌است. و همچنین در سریال ایرانی فصل زردشهاب (رامبد شکرآبی) به عنوان راوی داستان سریال و پیش میبرد ولی در قسمت پایانی متوجه میشویم که راوی در اتاق بازجویی و در مقابل بازپرس این داستان دروغی را برای بیگناه جلوه دادن خود تعریف کرده است.

### داستان‌های مصوّر
در داستان مصوّر بتمن با نام بتمن: جوک مرگبار، جوکر که ضدقهرمان داستان است داستان زندگی ترحم‌انگیز خود که موجب شده تا او به یک قاتل روانی تبدیل شود را به یاد می‌آورد. با اینکه ورژن جوکر از داستان زندگی خودش با در نظر گرفتن داستان‌های مربوط به جوکر در سری داستان مصور بتمن، نامحتمل نیست، جوکر در پایان داستان جوک مرگبار بیان می‌کند که خودش هم از صحت داستان مطمئن نیست.